# Categorie (wiskunde)
Dit artikel slaat op het begrip categorie uit de wiskundige categorietheorie. Voor het topologische begrip met dezelfde naam, zie categorie (topologie).
In de categorietheorie, een deelgebied van de wiskunde, is een categorie een klasse van objecten met overeenkomstige structuur, en morfismen tussen die objecten die de overeenkomst tussen de objecten symboliseren. De categorietheorie is een zeer abstracte theorie, die behoort tot de wiskundige logica, en door zijn algemeenheid toegepast kan worden op vele andere wiskundige gebieden, zoals de topologie, de verzamelingenleer, de groepentheorie en de algebra. Een aantal stellingen en definities binnen deze takken van wiskunde blijken slechts in termen van de objecten en afbeeldingen ertussen te kunnen worden uitgedrukt.

## Geschiedenis
De grondslag voor de theorie van categorieën en functoren werd gelegd in een artikel van Eilenberg en MacLane uit 1945. Verdere ontwikkeling begon ongeveer tien jaar later.

## Voorbeeld
In de categorie van groepen zijn de objecten alle groepen, en de afbeeldingen zijn de homomorfismen tussen de groepen, afbeeldingen die de structuur van de groep behouden. Bij ieder homomorfisme hoort een domein, de groep waarop het homomorfisme gedefinieerd is, en een codomein, de groep waarin het homomorfisme afbeeldt. Bij elke groep bestaat het isomorfisme van die groep naar zichzelf, de identieke afbeelding die bij dat object hoort. Verder kunnen twee homomorfismen waarvan het codomein van het eerste dezelfde groep is als het domein van het tweede homomorfisme, samengesteld worden tot een nieuw homomorfisme.

## Definitie
In de hiernavolgende definitie is het belangrijk de begrippen verzameling en klasse van elkaar te onderscheiden. Het woord verzameling slaat op een klasse die klein genoeg is om een kardinaalgetal te hebben. We kunnen spreken over de "verzameling der rationale getallen" of over de "klasse der rationale getallen", maar we kunnen het alleen maar hebben over de "klasse der groepen": deze laatste klasse kan geen verzameling zijn, omdat er groepen bestaan met iedere willekeurige kardinaliteit behalve 0.
Een categorie {\displaystyle {\mathcal {C}}} wordt gegeven door:
- een klasse {\displaystyle \mathrm {Ob} ({\mathcal {C}})} van objecten, meestal aangegeven met hoofdletters {\displaystyle A,B,C,\ldots };
- voor ieder geordend paar objecten {\displaystyle A} en {\displaystyle B} een klasse {\displaystyle \mathrm {Mor} _{\mathcal {C}}(A,B)} van morfismen of pijlen, meestal aangegeven met kleine letters {\displaystyle f,g,h,\ldots }. Een morfisme {\displaystyle f\in \mathrm {Mor} _{\mathcal {C}}(A,B)} heeft het object {\displaystyle A\in \mathrm {Ob} ({\mathcal {C}})} als bron en het object {\displaystyle B\in \mathrm {Ob} ({\mathcal {C}})} als doel. Naar analogie met een afbeelding wordt het morfisme zelf vaak genoteerd met een pijl: {\displaystyle f:A\to B}, en bron en doel respectievelijk genoteerd als {\displaystyle A=\mathrm {dom} (f)} en {\displaystyle B=\mathrm {codom} (f)} en ook aangeduid als domein en codomein. Als uit de context duidelijk is welke categorie bedoeld wordt, noteert men de klasse {\displaystyle \mathrm {Mor} _{\mathcal {C}}(A,B)} eenvoudigweg als {\displaystyle \mathrm {Mor} (A,B)}; de verschillende klassen morfismen zijn paarsgewijs disjunct;
- voor ieder geordend drietal objecten {\displaystyle (A,B,C)} een operator samenstelling

{\displaystyle \circ :\mathrm {Mor} (A,B)\times \mathrm {Mor} (B,C)\to \mathrm {Mor} (A,C)}
die aan twee morfismen {\displaystyle f:A\to B} en {\displaystyle g:B\to C}, dus met {\displaystyle B={\rm {codom}}(f)={\rm {dom}}(g),} het morfisme {\displaystyle g\circ f:A\to C\in \mathrm {Mor} _{\mathcal {C}}(A,C)} (uitgesproken als g na f) toevoegt, ook kortweg genoteerd als {\displaystyle gf}
Van de samenstelling wordt geëist dat ze op de te verwachten wijze associatief is, dat wil uitdrukkelijk zeggen dat in de situatie {\displaystyle f:A\to B}, {\displaystyle g:B\to C} en {\displaystyle h:C\to D} geldt:
{\displaystyle (hg)f=h(gf)};
- het bestaan bij ieder object {\displaystyle A\in \mathrm {Ob} ({\mathcal {C}})} van een uniek morfisme, het identiteitsmorfisme {\displaystyle {\rm {id}}_{A}:A\to A}, dat neutraal element is voor de samenstelling, waarvoor dus voor {\displaystyle f:A\to B} geldt dat {\displaystyle {\rm {id}}_{B}\circ f=f} en {\displaystyle f\circ {\rm {id}}_{A}=f}.

### Notatie
- Voor de verzameling homomorfismen {\displaystyle \mathrm {Mor} _{\mathcal {C}}(A,B)} schrijft men ook {\displaystyle [A,B]_{\mathcal {C}}}, {\displaystyle {\mathcal {C}}(A,B)} of {\displaystyle (A,B)_{\mathcal {C}}}
- Het morfisme {\displaystyle f:A\to B} wordt ook genoteerd als {\displaystyle A{\stackrel {f}{\to }}B}
- Het identiteitsmorfisme van het object {\displaystyle A} wordt ook wel aangeduid door {\displaystyle 1_{A}}
- De klasse van alle morfismen van een categorie {\displaystyle {\mathcal {C}}} wordt wel genoteerd als {\displaystyle \mathrm {Ar} ({\mathcal {C}}),\mathrm {Fl} ({\mathcal {C}})} of {\displaystyle \mathrm {Pf} ({\mathcal {C}})}, afgeleid van het Engelse 'arrow', het Franse 'flèche' en het Duitse 'Pfeil'.

## Opmerkingen
- Er kunnen meerdere morfismen zijn met dezelfde bron en hetzelfde doel
- De uniciteit van het identiteitsmorfisme volgt uit zijn eigenschappen, want stel dat {\displaystyle {\rm {id}}'_{A}:A\to A} enig identiteitsmorfisme van {\displaystyle A} is, dan volgt:

{\displaystyle {\rm {id}}_{A}={\rm {id}}_{A}{\rm {id}}'_{A}={\rm {id}}'_{A}}
De klasse van objecten en de klasse van morfismen zijn meestal te groot om formeel als verzameling te kunnen worden opgevat. Zo bestaat er bijvoorbeeld geen verzameling die alle verzamelingen bevat (zie Russellparadox), terwijl we toch graag de categorie der verzamelingen en hun onderlinge afbeeldingen willen bestuderen (zie Set hieronder). Een van de uitwegen is de creatie van het begrip "klasse" dat ruimer is dan het verzamelingenbegrip; de axiomatische verzamelingenleer van Gödel en Bernays formaliseert deze aanpak.
Als de klasse van objecten en de klasse van morfismen beiden echte verzamelingen zijn, spreekt men van een kleine categorie. Als voor elk paar objecten de klasse {\displaystyle \mathrm {Mor} _{\mathcal {C}}(A,B)} een verzameling is, wordt de categorie een lokaal kleine categorie genoemd.

## Voorbeelden
Onderstaande tabel geeft de standaardnamen van enkele veel bestudeerde categorieën. Met {\displaystyle R} wordt een vaste (associatieve, maar niet noodzakelijk commutatieve) ring met eenheidselement bedoeld.
| Categorie                             | Objecten                         | Morfismen                               |
| ------------------------------------- | -------------------------------- | --------------------------------------- |
| Set                                   | Verzamelingen                    | Afbeeldingen                            |
| Grp                                   | Groepen                          | Homomorfismen                           |
| Ab                                    | Abelse groepen                   | Homomorfismen                           |
| Top                                   | Topologische ruimten             | Continue afbeeldingen                   |
| {\displaystyle {}_{R}{\mathfrak {M}}} | Linker {\displaystyle R}-modulen | {\displaystyle R}-lineaire afbeeldingen |
Als we {\displaystyle R=\mathbb {R} } het lichaam der reële getallen nemen, dan bekomen we de categorie {\displaystyle {}_{\mathbb {R} }{\mathfrak {M}}} der reële vectorruimten.
Als {\displaystyle V} een verzameling is en {\displaystyle S} een relatie tussen {\displaystyle V} en {\displaystyle V} die reflexief en transitief is, dan kunnen de elementen van {\displaystyle V} worden opgevat als objecten van een kleine categorie en de koppels van {\displaystyle S} als de morfismen van die categorie. Uit dit voorbeeld blijkt dat morfismen niet altijd afbeeldingen tussen verzamelingen moeten zijn, en dat de verzameling morfismen tussen twee objecten ook leeg kan zijn.

## Functoren
Een functor tussen twee categorieën {\displaystyle {\mathcal {C}}} en {\displaystyle {\mathcal {D}}} associeert met ieder object {\displaystyle A} van {\displaystyle {\mathcal {C}}} een object {\displaystyle FA} van {\displaystyle {\mathcal {D}}} en met ieder morfisme {\displaystyle f} van {\displaystyle {\mathcal {C}}} een morfisme {\displaystyle Ff} van {\displaystyle {\mathcal {D}}} op een manier die de samenstelling van morfismen en de identiteitsmorfismen respecteert.